# Spanska dräkten

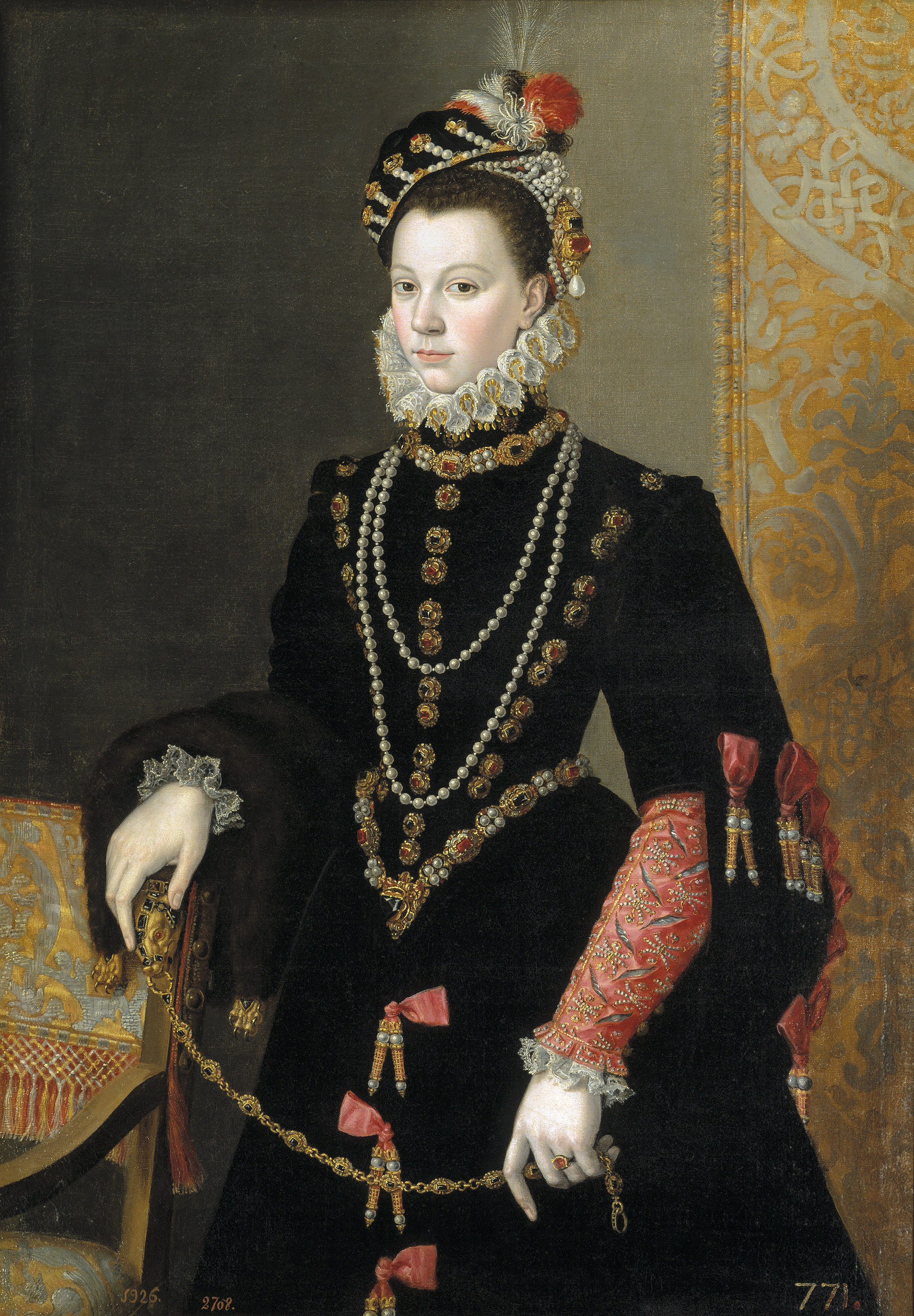
Isabel de Valois, 1605.

Spanska dräkten var en modedräkt som dominerade under en stor del av 1500-talet. För herrarnas del utmärktes den av pipkragen och de yviga byxorna (pluderhosor), för kvinnornas del av vida släta styvkjolar med utbyggda höfter och skört på liven.
Dräktens veckade hatt lever kvar i den svenska doktorshatten, dess krage i dansk och norsk prästdräkt. Svart var en modefärg och bl. a. den skånska folkdräkten tog upp drag ur detta mode.